# Паришишта
Паришишта (санскр. परिशिष्ट, IAST: pariśiṣṭa, «дополнение») — термин, применяемый к различным вспомогательным сочинениям ведийской литературы. В этих трудах детально и скрупулёзно рассматривается то, что не было раскрыто в текстах, логически и хронологически написанных до них, — самхитах, брахманах, араньяках и сутрах.
Паришишты существуют для каждой из четырёх Вед. Но только литература, связанная с «Атхарваведой», представлено обширно.

## Ригведа
«Ашвалаяна-грихья-паришишта» является очень поздним текстом, связанным с каноном «Ригведы». Это короткий текст из трёх частей, развивающий тему домашних обрядов, таких как ежедневная сандхьопасана, и обрядов, связанных со свадьбой и шраддхой.

## Самаведа
«Гобхила-грихья-паришишта», написанная Гобхилапутрой, — это короткий метрический текст из двух глав, с 113 и 95 стихами соответственно. Темы этой паришишты раскрываются отрывочным образом. Первая глава излагает различные аспекты священного ритуала, такие как имена 37 видов жертвенных огней, правила и измерения палок для костра, подготовка почвы и время для различных жертвоприношений.

## Яджур-веда

### Шукла (Белая)
«Катия-паришишты», написанные Катьяяной, состоят из 18 работ, перечисленных в пятой по счёту книге (Чаранавьюха). Шесть остальных работ рода паришишта также по традиции считаются написанными Катьяяной, включая труд с названием, которое идентично названию работы из первого списка (Пратиджна). Но у этих трудов разное содержание.
Неясно, сколько из 24 паришишт принадлежит Катьяяне на самом деле. По всей видимости, они составлены разными авторами в разные времена, причем Пратиджна и Чаранавьюха являются позднейшими среди них, так как упоминают все остальные работы.
| Область                 | Книги |
| ----------------------- | --- |
| Форма и язык самхиты    | Пратиджна I (3), Анувакасанкхья (4), Чаранвьюха (5), Ригьяджуша (8), Паршада (9), Пратиджна II, Сарванукрама, Яджнавалкьяшикша                      |
| Ритуалы шраута          | Юпалакшана (1), Чхагалакшана (2), Шульба (7), Иштакапурана (10), Праварадхьяя (11), Мульядхьяя (12), Хаутрика (16), Курмалакшана (18), Кратусанкхья |
| Ритуалы шраута и грихья | Нигама (14), Яджнапаршва (15), Мантрабхрантихара-сутра                                                                                              |
| Ритуалы грихья          | Шраддха-сутра (6), Унчхашастра (13), Шуклаяджурвидхана                                                                                              |
| Дхармашастра            | Прасавоттхана (17) |

### Кришна (Чёрная)
Кришна Яджурведа имеет 3 паришишты:
- «Апастамба-хаутра-паришишта»
- «Вараха-шраута-сутра-паришишта»
- «Катьяяна-шраута-сутра-паришишта»

## Атхарваведа
Для Атхарваведы существуют 79 трудов, 72 из которых чётко именуются паришиштами
| Книга | Область                  |
| ----- | ------------------------ |
| 1     | Знание созвездий         |
| 2-19  | Царские церемонии        |
| 20-33 | Ритуал                   |
| 34-36 | Магия                    |
| 37-40 | Ритуал                   |
| 41-44 | Религиозные обряды       |
| 45-46 | Ритуал                   |
| 47-48 | Фонетика и лексикография |
| 49    | Обзор Вед (Чаранавьюха)  |
| 50-72 | Приметы                  |